# マンフレート・ロンメル
マンフレート・ロンメル（Manfred Rommel、1928年12月24日 - 2013年11月7日）はドイツの政治家。所属政党はドイツキリスト教民主同盟（CDU）。長年にわたってシュトゥットガルト市長を務めた。ドイツ陸軍元帥エルヴィン・ロンメルの息子。

## 経歴
1928年、エルヴィン・ロンメルの長男としてシュトゥットガルトに生まれる。
尚、マンフレートの名は、幼くして亡くなったエルヴィンの兄の名を継ぐ形となっている。
14歳のときに空軍補助員（en）となり、ある高射砲中隊に配属された。マンフレート自身は武装親衛隊への入隊を計画していたが、父に禁止された。父がヒトラー暗殺計画への関与を疑われて自殺を強いられた後、マンフレートはフランス軍へ投降した。
1947年、アビトゥーアに合格しテュービンゲン大学で法学と政治学を学ぶ。卒業後の1956年にバーデン=ヴュルテンベルク州政府に就職、1959年に参事官に昇進しハンス・フィルビンガー内相の秘書となる。1971年、同州財務省大臣官房長に転じのち次官に就任。
1974年、ドイツキリスト教民主同盟（CDU）の候補として故郷・シュトゥットガルトの市長選挙に出馬、58.9%の得票率で当選した。その後1982年、1990年と3選し勇退した1996年まで計22年間の長きにわたり市長を務めた。退任と同時に名誉市民。ドイツ都市協議会の会長を務めた。シュトゥットガルト市内のシュタムハイム刑務所内で自殺したドイツ赤軍活動家の葬儀を、過激派の巡礼地になるとの批判を退けて手配したことでも知られる。また国際地方自治体委員会の設立にも関わった。1978年に恩師フィルビンガーがナチスの過去を問われて州首相を辞任した時は後継に名乗りを上げたが、党内の指名争いでロタール・シュペートに敗れた。政治姿勢はリベラル保守といわれている。
市長退任後もコメンテーターとして活発に活動し、地元の「シュトゥットガルト新聞」に寄稿したり、数多くの本を出版していたりしたが、2013年にパーキンソン病により死去した。ミズーリ大学、メリーランド大学、ウェールズ大学から名誉博士号。
なお、父エルヴィンと鎬を削る好敵手同士だったジョージ・パットン・ジュニアの息子ジョージ・パットン4世とは同じ戦車指揮官の息子同士であった事もあり、シュツットガルトで会って以来の交友を持ち、終生その友情は続いた。